# Linda Lavin
Linda Lavin (Portland, 15 de octubre de 1937 - Los Ángeles, 29 de diciembre de 2024) fue una actriz estadounidense, conocida por su papel protagónico en la telecomedia Alice y por sus actuaciones en obras de teatro como Destino Broadway, por la que ganó el Premio Tony en 1987.

## Biografía
Comenzó su carrera profesional como actriz en 1963, dividiendo su tiempo entre el teatro y la televisión, donde participó como actriz invitada en varias series de televisión, como Familia. Su mayor éxito se lo debe al papel de Alice, protagonista de la serie del mismo título, que se emitió por la cadena CBS entre 1976 y 1985. El personaje le valió 2 Globo de Oro como mejor actriz femenina en comedia y una nominación para un Premio Emmy. 
Obtuvo éxito en la película para televisión Lena: My 100 children (1987) de NBC, en donde interceptó a Lena Küchler-Silberman.
También activa en el cine, en 1989 protagonizó la película See You in the Morning con Jeff Bridges y I Want to Go Home  junto a Gérard Depardieu. 
Presente en los escenarios de Broadway desde 1963, ha ganado dos premios Drama Desk, el Premio Tony, un Premio Obie y el premio Lucille Lortel, en los años que protagonizó más de veinte obras de teatro , entre ellos El Diario de Ana Frank, Gypsy, Broadway Bound, Shallow Grave y Last of the Red Hot Lovers, la última, de Neil Simon. 
Desde la década de 2000 ha retomado sus trabajos en televisión, actuando como estrella invitada en Los Soprano y The OC, donde durante varios episodios interpretó a la abuela de Seth Cohen.

## Filmografía
- Nancy Drew and the Hidden Staircase, 2019
- How to Be a Latin Lover, 2017
- The Intern, 2015
- Sean Saves the World, 2013
- A Short History of Decay, 2013
- Wanderlust, 2012
- The Back-Up Plan, 2010
- The O.C., 2004-2005 como "The Nana"
- Law & Order: Criminal Intent: episodio "Shandeh" 2002
- The Sopranos: episodio "No Show" 2002
- Collected Stories, 2002
- Touched by an Angel: episodio "Jagged Edges" 1999
- Best Friends for Life, 1998
- Conrad Bloom, 1998
- For the Future, 1996
- The Ring, 1996
- Secrets from the Rose Garden, 1996
- A Dream is a Wish Your Heart Makes
- Whitewash, 1994
- Room for Two, 1992
- See You in the Morning, 1989
- I Want to Go Home, 1989
- Lena: My 100 Children (película de televisión de la NBC), 1987
- A Place to Call Home, 1987
- Maricella, 1986
- The Muppets Take Manhattan, 1984
- Another Woman's Child, 1983
- My 100 Children, 1983
- A Matter of Life and Death, 1981
- The $5.20 an Hour Dream, 1980
- The Muppet Show, 1979
- Like Mom, Like Me, 1978
- Alice, 1976 - 1985 (sitcom)
- Barney Miller, 1975
- Jerry, 1974
- The Morning After, 1974
- Damn Yankees, 1967

## Teatro
- The Lyons, 2011-2012
- Follies, 2011 (Kennedy Center)
- Collected Stories, 2010
- The New Century, 2008 (Lincoln Center)[4]
- Finishing the Picture, 2004
- Hollywood Arms, 2002
- The Tale of the Allergist's Wife, 2000–2001
- The Diary of Anne Frank, 1997
- Cakewalk, 1996 (Off-Broadway)
- Death Defying Acts, 1995
- The Sisters Rosensweig, 1993
- Gypsy, 1990
- Broadway Bound, 1986–1987
- The Enemy is Dead, 1973
- Paul Sills Story Theater, 1970
- The Last of the Red Hot Lovers, 1969–1970
- Cop-Out, 1969
- Little Murders, 1967
- Something Different, 1967
- On a Clear Day You Can See Forever, 1967
- The Mad Show, 1966 (off-Broadway)
- It's a Bird...It's a Plane...It's Superman, 1966
- Wet Paint, 1964–1965
- The Riot Act, 1963
- A Family Affair, 1962